# 필리핀 도독부
필리핀 도독부(스페인어: Capitanía General de las Filipinas)는 스페인 제국의 행정구역 중 하나였다. 필리핀 도독부의 범위는 스페인령 동인도에서 필리핀 제도와 캐롤라인 제도에 이르렀다. 1565년 최초의 스페인 정착지가 이곳에 수립된 이래 1898년까지 약 330년 동안 존속하였다.
수세기 동안, 필리핀 도독부의 모든 정치, 경제적 사안은 누에바에스파냐의 총독부 관할 멕시코시티에서 도맡았다. 그러나 1821년 멕시코의 독립 이후 모든 감독권은 마드리드로 이양되었다. 필리핀 도독부는 1898년 미국-스페인 전쟁의 결과 스페인이 패배하면서 붕괴되었고 이후 필리핀 군도는 미국의 영역권이 되었다.

## 같이 보기
- 스페인 제국
- 스페인령 동인도
- 스페인령 필리핀 총독부